# Tadeusz Wojda

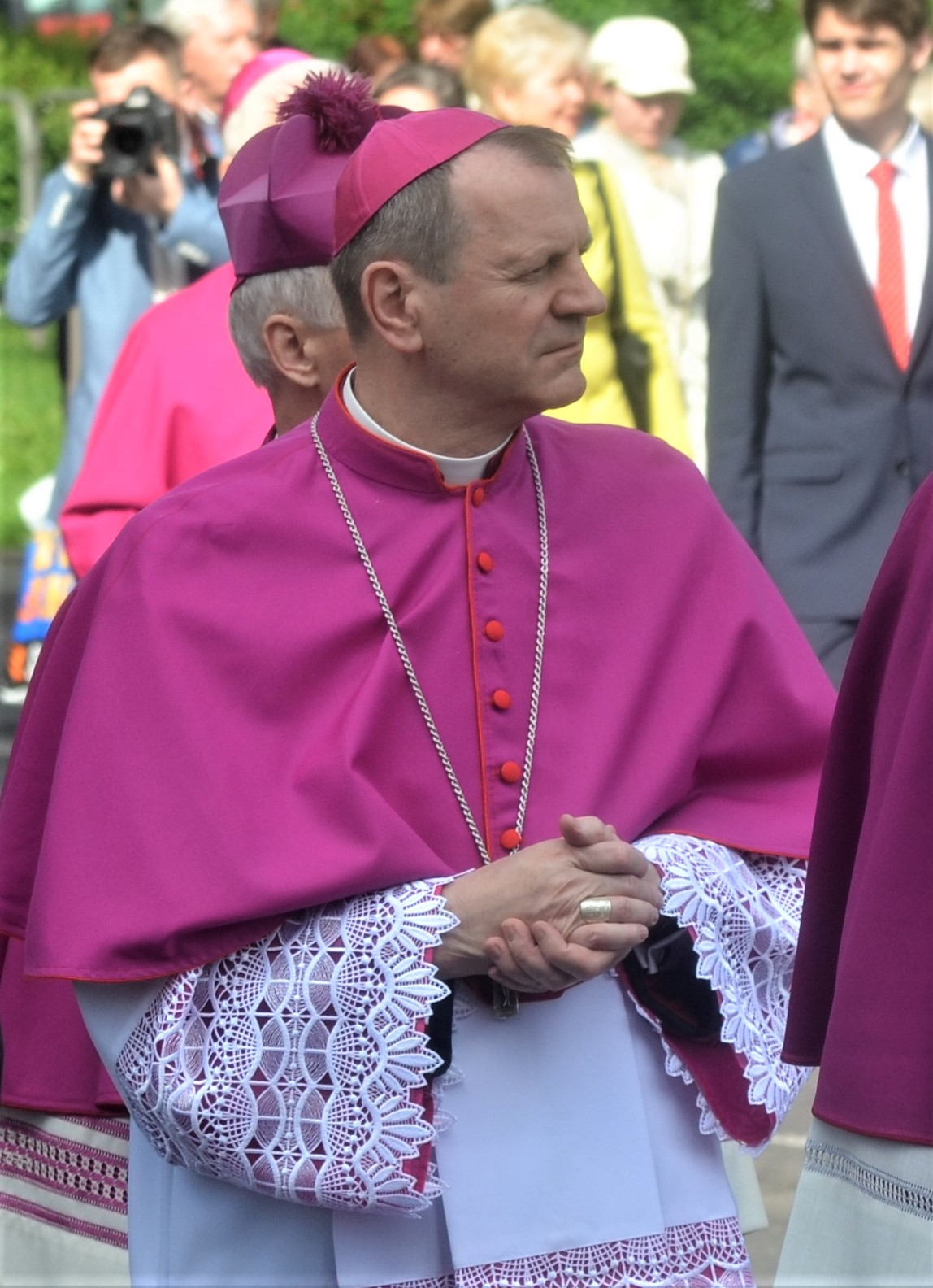
Erzbischof Tadeusz Wojda (2019)

Wappen als Erzbischof von Białystok

Tadeusz Wojda SAC (* 29. Januar 1957 in Kowala) ist ein polnischer Ordensgeistlicher, römisch-katholischer Erzbischof von Danzig und seit 2024 Vorsitzender der Polnischen Bischofskonferenz.

## Leben
Im Jahr 1976 begann er das Noviziat in der Ordensgemeinschaft der Pallottiner. Er studierte von 1977 bis 1983 in Polen Philosophie und Theologie. Am 8. Mai 1983 empfing Wojda in Ołtarzew die Priesterweihe durch den Warschauer Weihbischof Władysław Miziołek. Im Jahr 1989 promovierte er an der Päpstlichen Universität Gregoriana zum Doktor der Missionswissenschaft.
Papst Benedikt XVI. ernannte ihn am 24. Juli 2012 zum Untersekretär der Kongregation für die Evangelisierung der Völker.
Am 12. April 2017 ernannte ihn Papst Franziskus zum Erzbischof von Białystok. Die Bischofsweihe spendete ihm der Kardinalpräfekt der Kongregation für die Evangelisierung der Völker, Fernando Filoni, am 10. Juni desselben Jahres. Mitkonsekratoren waren sein Amtsvorgänger Edward Ozorowski und der Bischof von Warschau Praga, Henryk Hoser SAC.
2019 kritisierte er die Love Parade in Białystok als „Beleidigung religiöser Gefühle“. 2020 äußerte Wojda während einer Messe in der Kathedrale von Bialystok, er selbst und die anderen Teilnehmer würden nach Sünde stinken, u. a. nach der Sünde der Pädophilie, der Homosexualität und nach der Sünde von LGBT.
Am 2. März 2021 ernannte ihn Papst Franziskus zum Erzbischof von Danzig. Die Amtseinführung fand am 28. März desselben Jahres statt.
Die Polnische Bischofskonferenz wählte Wojda am 14. März 2024 zu ihrem Vorsitzenden. Er ist Nachfolger von Erzbischof Stanisław Gądecki. Die Zeitschrift Więź, die für Reformen in der Kirche eintritt, nannte ihn einen Kompromisskandidaten, er sei „kaum bekannt, sehr zurückhaltend mit öffentlichen Äußerungen, ohne prägende Züge und Eigenschaften“.
In Polen wird ihm vorgeworfen, auf Missbrauchsfälle falsch reagiert zu haben. 2024 nahm er nicht an der Abschlusssitzung der katholischen Weltsynode teil, sondern schickte einen Kleriker aus der dritten Reihe seiner Diözese. In polnischen Medien wurde sein Fernbleiben als Distanzierung von den Reformen des Papstes Franziskus verstanden.